# UR-100

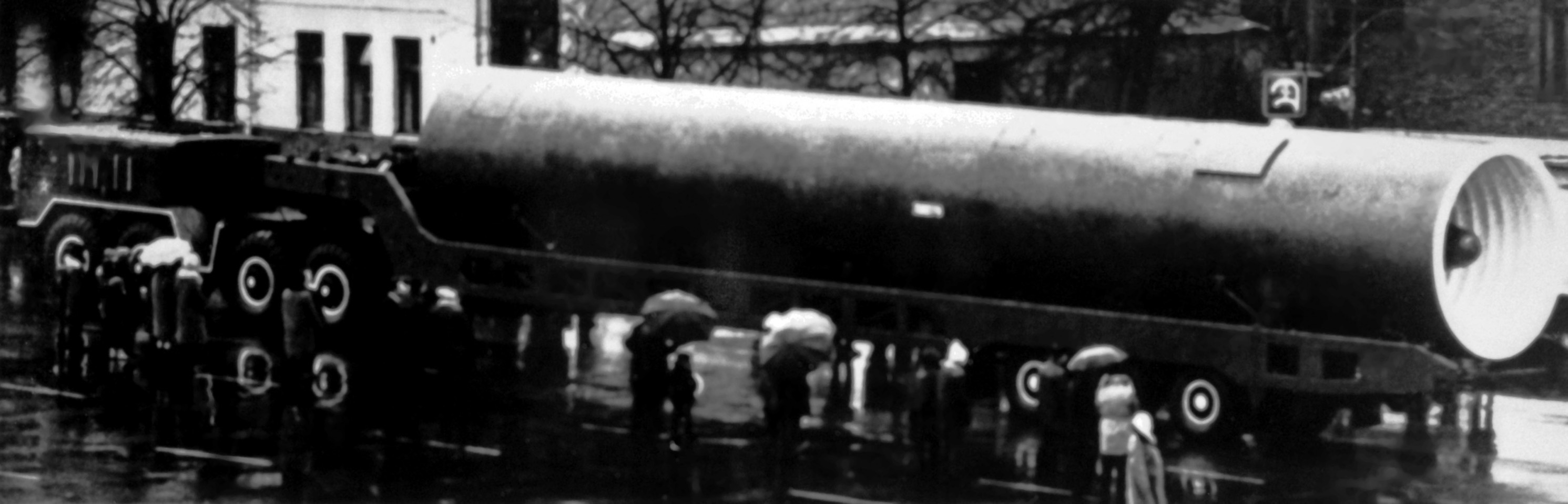
Von einem MAZ-537 gezogene UR-100 in ihrem Startkanister

Die UR-100 (GRAU-Index: 8K84; sowjetische Vertragsbezeichnung: RS-10; DIA-Code: SS-11; NATO-Codename: Sego) war eine Interkontinentalrakete, die in der Sowjetunion entwickelt, gebaut und stationiert wurde. Sie war in den 1970er Jahren das Rückgrat der Strategischen Raketentruppen der Sowjetarmee. Die letzten Exemplare wurden bis 1994 von den Strategischen Raketentruppen Russlands ausgemustert. Die UR-100N, eine Weiterentwicklung, ist derzeit noch im Einsatz (Stand 2023).

## Entwicklung
Im April 1962 beschloss die sowjetische Regierung die Entwicklung der zweiten Generation von Interkontinentalraketen (ICBM), welche die mangelhaften Systeme der ersten Generation, die R-16 (SS-7 Saddler) und die R-9 (SS-8 Sasin), ablösen sollten. Der Beschluss sah die Entwicklung von vier Raketentypen vor: eine leichte feststoffgetriebene Rakete als Gegenstück zur US-amerikanischen Minuteman, die in großer Stückzahl stationiert werden sollte; eine schwere Rakete als Gegenstück zur US-amerikanischen Titan; eine überschwere Rakete zum Tragen von Sprengköpfen mit mehr als 50 MT Sprengkraft sowie eine orbitale Rakete, die es erlauben sollte, die nach Norden ausgerichteten amerikanischen Frühwarnradare zu umgehen. Mit der Entwicklung der leichten feststoffgetriebenen ICBM wurde das OKB-1 von Sergej Koroljow beauftragt. Allerdings stieß dieses Programm (RT-2) auf größere technische Hürden, und die negativen Erfahrungen mit den vorangegangenen ICBM-Projekten Koroljows (die R-7 und R-9) führten zu zwei parallelen Projekten für eine leichte Rakete mit flüssigen Treibstoffen bei den Konstruktionsbüros SKB-586 unter Michail Jangel (R-38) und OKB-52 unter Wladimir Tschelomei (UR-100). Die Entwicklung der UR-100 wurde am 30. März 1963 genehmigt. Das R-38-Programm wurde beendet, da Jangels Konstruktionsbüro sich auf die Entwicklung der schweren R-36 konzentrieren sollte.
Die Entwicklung der UR-100 kam ohne größere Probleme voran, im Gegensatz zur RT-2. Das Flugerprobungsprogramm für die UR-100 begann auf dem Testgelände in Baikonur (Tjuratam) nahezu ein Jahr vor dem der RT-2 am 19. April 1965, und wurde am 27. Oktober 1966 beendet. Die Stationierung der UR-100 begann im Jahr 1966. In den folgenden 6 Jahren wurden insgesamt 990 Raketen an 11 Standorten in der Sowjetunion stationiert, hauptsächlich entlang dem Verlauf der Transsibirischen Eisenbahn. Im Gegensatz dazu wurden von der RT-2 ab 1971 nur 60 Raketen stationiert.
Aufgrund der sich in den 1960er Jahren stetig verschlechternden Beziehungen der Sowjetunion zur Volksrepublik China wurden die strategischen Raketentruppen 1968 damit beauftragt, einen Kriegsplan für den Fall eines Konfliktes mit China zu entwickeln. Dies stellte die Raketentruppen vor ein Problem, da die Steuerungssysteme der damaligen Raketen oftmals ein schnelles Reprogrammieren von Zielkoordinaten nicht zuließen oder wichtige Ziele unterhalb der Minimalreichweite vieler sowjetischer ICBM lagen. Daher wurden im Juli 1968 zwei Testflüge von UR-100-Raketen mit Flugweiten von nur 925 km bzw. 1100 km durchgeführt, um sie gegen Ziele in relativ geringer Entfernung zu testen. Die letzten beiden Divisionen von UR-100-Raketen, die stationiert wurden, waren gegen Ziele in China gerichtet. Daneben übernahmen die UR-100-Raketen auch eine Mittelstreckenrolle gegen Ziele in Europa und Japan.
Ende der 1960er Jahre führte eine Studie in der Sowjetunion, an der unter anderem Jangels Konstruktionsbüro beteiligt war, zu heftigen Auseinandersetzungen innerhalb des sowjetischen Verteidigungsapparates, da diese auch die strategischen Raketen der zweiten Generation als unzureichend befand. Die damit verbundenen Kämpfe zwischen den beteiligten Ministerien, Entwicklungsbüros, dem Politbüro sowie dem sowjetischen Generalstab wird auch als „kleiner Bürgerkrieg“ bezeichnet. In dessen Folge kam es zu einer Ausschreibung für ein Nachfolgesystem für die UR-100, an der sich wiederum SKB-586 (Jangel) und OKB-52 (Tschelomei) beteiligten. Letzteres Büro trat mit zwei Entwürfen an, die UR-100N (eine völlige Neuentwicklung, trotz ähnlichem Namen), sowie einer verbesserten Version der UR-100, die UR-100K. Jangels Büro trat mit der MR UR-100 an. Obwohl die ursprünglichen Pläne vorsahen, sich schon nach der Entwurfsphase auf ein Modell festzulegen, wurde der Wettbewerb für alle drei Raketen in die Flugerprobungsphase verlängert. Schlussendlich wurde beschlossen, alle drei Systeme in die Bewaffnung aufzunehmen. Sie sollten die Basisversion der UR-100 graduell ersetzen.
Nachdem die UR-100 1971 ihre maximale Stationierungszahl von 990 Raketen erreicht hatte, wurde schon 1972 damit begonnen, Raketen auszumustern und die Silos für die Stationierung der Nachfolgemodelle zu modifizieren. Die UR-100K-Rakete war rund 8 t schwerer als die Basisversion und wurde in zwei Subvarianten stationiert, eine Version mit Einzelsprengkopf und eine mit drei Mehrfachsprengköpfen (nicht individuell steuerbar). Die UR-100K verfügte als erste sowjetische Interkontinentalrakete über Täuschkörper zur Überwindung von Raketenabwehrsystemen. Die Einzelsprengkopfvariante der UR-100K wurde ab 1974 stationiert und erreichte schon 1975 ihre Maximalanzahl von 200 Raketen. Die Mehrfachsprengkopfvariante folgte ab 1975 und erreichte 1976 ihre maximale Stationierungszahl von 220 Raketen. Daneben wurde ab 1975 auch noch 120 Raketen des Modells UR-100U stationiert, das ebenfalls drei Sprengköpfe trug.
Da durch den 1972 geschlossenen SALT I zwischen den USA und der UdSSR die Anzahl von Raketensilos für Interkontinentalraketen in beiden Staaten eingefroren wurde, übernahm ab 1976 die neu entwickelte RSD-10 (SS-20) die Rolle gegen kontinentale Ziele in Europa und Asien von den UR-100-Raketen (und ebenso graduell von den R-12- und R-14-Raketen), so dass man die maximale Anzahl von Silos in der UdSSR für interkontinentale Ziele in den USA nutzen konnte.
Die Ausmusterung der UR-100 begann wie beschrieben durch das graduelle Ersetzen der Raketen durch die UR-100K/U, UR-100N und MR-UR-100 ab 1972. Bis 1984 wurde die Basisvariante ausgemustert, wobei die letzten 100 Raketen zwischen 1980 und 1984 keine Sprengköpfe trugen. Die UR-100U wurde zwischen 1979 und 1983 ausgemustert. Die UR-100K-Raketen blieben am längsten stationiert, ihre langsame Ausmusterung fand zwischen 1985 und 1994 statt.

## Technik
Die UR-100 Raketen einschließlich der UR-100K und UR-100U Versionen waren zweistufig mit lagerfähigem Treibstoff. Sie nutzten in beiden Stufen Unsymmetrisches Dimethylhydrazin (UDMH) als Treibstoff und Distickstofftetraoxid (NTO) als Oxidator. Neben den R-36 Raketen waren sie die ersten sowjetischen Raketen, die NTO als Oxidator nutzten; die vorangegangenen Raketen verwendeten konzentrierte Salpetersäure.
Tschelomeis OKB-52 optimierte den Entwurf auf billige Massenproduktion und nutzte dabei seine Erfahrungen aus der Flugzeugindustrie. Ebenso wurde das Startkonzept von Tschelomeis Erfahrung aus der Entwicklung von seegestützten Marschflugkörpern übernommen: Die Rakete wurde im Werk in ihren Startkanister verpackt und in diesem zum Stationierungsort gebracht. Im Kanister wurde sie in den Silo eingelassen und betankt. Nachfolgend wurde der Kanister versiegelt, um die Rakete vor Umwelteinflüssen zu schützen. So konnte sie mehrere Jahre im Silo startbereit gelagert werden, im Gegensatz zu nur sechs Monaten beim Vorgänger R-16. Zwischen Startkanister und Silowand befand sich ein Zwischenraum, über den beim Start die heißen Abgase abgeleitet wurden. Um eine möglichst schnelle und billige Stationierung zu ermöglichen, waren die Silos der UR-100 nur gering gegen Kernwaffenexplosionen gehärtet. Sie waren bis zu einem Überdruck von 200 kPa ausgelegt.

## Status
1986 waren SS-11 im Raum Perm, Kostroma, Teikowo, nordöstlich von Lessosibirsk, östlich des Baikalsees nahe Ulan-Ude, in der Nähe von Tschita (Tschita-46) und bei Nowy Urgal in der Region Chabarowsk stationiert. Im Zuge des START-1-Abkommens wurden sämtliche Systeme ausgemustert. Das letzte System wurde 1994 verschrottet.

## Technische Daten der UR-100
| System                   | UR-100                     | UR-100K                                                      | UR-100U                                |
| Vertragsbezeichnung      | RS-10                      | RS-10                                                        | RS-10                                  |
| GRAU-Index               | 8K84                       | 15A20                                                        | 15A20U                                 |
| DIA-Code                 | SS-11 mod 1                | SS-11 mod 2                                                  | SS-11 mod 3                            |
| NATO-Code                | Sego                       | Sego                                                         | Sego                                   |
| Einsatzzeit              | 1966–1984                  | 1973–1990                                                    | 1975–1983                              |
| Antrieb                  | 2 Stufen Flüssigtreibstoff | 2 Stufen Flüssigtreibstoff                                   | 2 Stufen Flüssigtreibstoff             |
| Treibstoff/Oxidator      | UDMH/NTO                   | UDMH/NTO                                                     | UDMH/NTO                               |
| Länge                    | 16,70 m                    | 18,90 m                                                      | 19,10 m                                |
| Rumpfdurchmesser         | 2.000 mm                   | 2.000 mm                                                     | 2.000 mm                               |
| Gewicht                  | 42.300 kg                  | 50.100 kg                                                    | 50.100 kg                              |
| Nutzlast                 | 760–1.500 kg               | 1.200 kg                                                     | 1.200 kg                               |
| Sprengkopf               | 1 RV nuklear 1,1 MT        | 1 RV nuklear 1,0 MT / 3 MRV Nuklear 220 kT plus Täuschkörper | 3 MRV nuklear 220 kT plus Täuschkörper |
| Einsatzreichweite        | 11.000 km                  | 12.000 km                                                    | 10.600 km                              |
| Treffergenauigkeit (CEP) | 1,4 km                     | 0,96 km / 1,1–1,2 km                                         | 1,1–1,2 km                             |